# Конрад од Монферата
Конрад од Монферата или Конрад I Јерусалимски (средина четрдесетих година 12. века — 28. април 1192) био је јерусалимски краљ од 1190. до 1192. године.
Конрад од Монферата, (умро 28. априла 1192) био је племић, један од главних учесника Трећег крсташког рата. Био је де факто краљ Јерусалима (као Конрад I) на основу брака са краљицом Изабелом I Јерусалимском од 24. новембра 1190. године, али је званично изабран тек 1192. године, неколико дана пре своје смрти. Такође је био осми маркиз од Монферата од 1191. године.

## Рани живот
Конрад је био други син маркиза Вилијама V од Монферата, „Старијег“, и његове жене Јудите од Бабенберга. Био је близак рођак цара Фридриха I Барбаросе, цара Светог римског царства, као и краља Луја VII од Француске и војводе Леополда V од Аустрије.
Конрад је рођен у Монферату, који је данас део региона Пијемонта, у северозападној Италији. Тачно место и година су непознати. Први пут се помиње у повељи 1160. године, када је служио на двору свог ујака по мајци, Конрада, бискупа Пасауа, касније надбискупа Салцбурга. Можда је добио име по њему, или по полубрату његове мајке, Конраду III од Немачке.
Леп човек, са великом личном храброшћу и интелигенцијом, описан је у Brevis Historia Occupationis et Amissionis Terræ Sanctæ („Кратка историја окупације и губитка Свете земље“):
Конрад је био снажан у оружју, изузетно паметан и по природним умним способностима и по учености, љубазан по карактеру и делу, обдарен свим људским врлинама, врховни у сваком савету, поштена нада своје стране и блистава муња за непријатељ, способан за претварање и прикривање у политици, образован на свим језицима, у погледу којих су га мање артикулисани сматрали изузетно течним. Само у једном је сматран кривим: што је завео туђу жену од њеног живог мужа, и одвојио је од њега, и сам се оженио њоме.
(Последња реченица се односи на његов трећи брак са краљицом Изабелом I Јерусалимском 1190. године, о чему види доле.)
Био је активан у дипломатији од својих двадесетих година и постао је ефикасан војни командант, водећи кампању заједно са другим члановима своје породице у борбама са Ломбардском лигом. Прво се оженио неидентификованом дамом пре 1179. године, али је она умрла до краја 1186. године, у том браку није било преживеле деце.

## Византијско царство
Године 1179, након савеза породице са царем Манојлом I Комнином, Конрад је предводио војску против снага цара Фридриха I Барбаросе, којом је тада командовао царски канцелар, надбискуп Кристијан од Мајнца. Победио их је код Камерина у септембру, узевши канцелара за таоца. Раније је био талац канцелара. Оставио је заробљеника на бригу свог брата Бонифација и отишао у Цариград да га цар награди, вратио се у Италију убрзо након Манојлове смрти 1180. године, у својим тридесетим годинама, његова личност и леп изглед оставили су упечатљив утисак на византијском двору: Никита Хонијат га описује као „прелепог изгледа, лепог у пролеће живота, изузетног и неупоредивог у мушкој храбрости и интелигенцији, и у цвету телесне снаге“.
У зиму 1186–1187 цар Исак II Анђел је понудио своју сестру Теодору, као невесту Конрадовом млађем брату Бонифацију, да обнови византијски савез са Монфератом, али је Бонифације био ожењен. Конрад, недавно удовица, узео је крст, намеравајући да се придружи свом оцу у Јерусалимском краљевству; уместо тога, прихватио је Исакову понуду и вратио се у Цариград у пролеће 1187. По женидби је добио титулу цезара. Међутим, скоро одмах је морао да помогне цару да одбрани свој престо од побуне, коју је предводио генерал Алексије Врана. Према Хонијату, Конрад је инспирисао слабог цара да преузме иницијативу. Борио се без штита и шлема и носио је платнену кирасу уместо поште у бици у којој је погинуо Врана. Лакше је рањен у раме, али без коња, Врану су телохранитељи убили и одрубили му главу.
Међутим, осећајући да је његова служба недовољно награђена, опрезан од византијских антилатинских осећања (његов најмлађи брат Реније је убијен 1182) и од могуће освете Вранине породице, Конрад је кренуо у Јерусалимско краљевство јула 1187. на ђеновљанском трговачком броду. Неке популарне модерне историје тврде да је бежао од освете након што је починио приватно убиство: то је због неуспеха да се препозна Вранино име, искривљено у „Ливернас“ у старофранцуском Наставку Вилијама од Тира (понекад познатом као Ернулова хроника ), и Роџера од Хаудена, скраћење његовог сопственог Gesta regis Henrici Secundi (раније приписано Бенедикту од Питербороа). Роџер је у почетку говорио о томе да је Конрад „убио истакнутог племића у побуни“ — мислећи на Врану; у својој Хроници, он је ово сажимао на „починити убиство”, изостављајући контекст.

## Долазак на власт
Гроф Монфератски је до доласка у Свету земљу живео у Цариграду, али је због убиства морао побећи. О великом поразу крсташа код Хитина није знао ништа, а када је његов брод пристао у Акр, затекао је празан град са Саладиновом заставом на зидовима. Ту је чуо о великој катастрофи. Запутио се у Тир где, са малим бројем војника, стиже 14. јула. Већина његове војске је отишла у Јерусалим да га брани од Саладина. Конрад је организовао одбрану Тира. Међутим, Саладин није имао намеру да се ту задржава већ је кренуо директно на Јерусалим.
Пошто је био племенитог порекла (рођак немачког цара Фридриха Барбадосе) није му било тешко да преузме власт над Тиром. Знао је да су већ 1187. године започеле припреме за покретање Трећег крсташког похода кога ће водити најмоћнији монарси Европе. Таквој војсци био је потребан мостобран преко кога ће ући у Свету земљу.

## Опсада Тира
Освојивши Јерусалим, Саладин креће у освајање свих крсташких градова у Светој земљи. Муслимани су започели опсаду 13. новембра. Напад са мора је у потпуности пропао. Потом се Саладин одлучио на лукавство и поставио Конрадовог оца Вилијама V (кога је заробио у Хитинској бици) као штит од стрела браниоца Тира. Конрад му је поручио да ће радије сам испалити стрелу у свог оца него предати град. Потом је Саладин одлучио ослободити Гаја Лизињанског надајући се да ће његов долазак у Тир довести до сукоба око вођства. Конрад му није ни дозволио да уђе у град. Увидевши да је Тир сувише јак, султан Саладин диже опсаду 1. јануара 1188. године.

### Одбрана Тира
Конрад је очигледно намеравао да се придружи свом оцу, који је држао замак Светог Илије. Најпре је стигао до Акре, коју је недавно освојио Саладин (Салах ад-Дин Јусуф ибн Ајуб), и тако отпловио на север до Тира, где је пронашао остатке крсташке војске. После победе у бици код Хатина над војском Јерусалима, Саладин је кренуо на север и већ је заузео Акру, Сидон и Бејрут. Гроф Рејмонд III од Триполија и његови посинци, Реџиналд од Сидона и неколико других водећих племића који су избегли битку побегли су у Тир, али већина је била нестрпљива да се врати на своје територије да их брани. Гроф Рејмонд III од Триполија је био нарушеног здравља и умро је убрзо након што је отишао кући.
Према старофранцуском Настављачу Вилијама од Тира, Реџиналд од Сидона је преузео власт у Тиру и био је у процесу преговора о његовој предаји султану Саладину. Конрад је наводно бацио Саладинове заставе у јарак и натерао Тирце да му се закуну на потпуну лојалност. Чини се да је његов успон на власт у стварности био мање драматичан. Реџиналд је отишао да обнови свој замак Белфорт на реци Литани. Уз подршку успостављених италијанских трговачких заједница у граду, Конрад је поново организовао одбрану Тира, оснивајући комуну, сличну онима против којих се често борио у Италији.
Када је стигла Саладинова војска затекла је град добро брањен и пркосан. Као што је хроничар Ибн ал-Атир написао о човеку кога су Арапи почели поштовати и плашити као ал-Маркиса: „Био је ђаво инкарниран у својој способности да управља и брани град, и човек изузетне храбрости“. Тир је успешно издржао опсаду, и желећи профитабилније освајање, Саладинова војска је кренула на југ до Цезареје, Арсуфа и Јафе. У међувремену, Конрад је послао Јошија, архиепископа Тира, на Запад у броду са црним једрима, носећи позиве за помоћ. Арапски писци су тврдили да је носио и пропагандне слике које је користио у свом проповедању, укључујући једног од коња Саладинове војске у шталу (и уринирајући) у Цркви Светог гроба, и другог сарацена који шамара Христово лице.
У новембру 1187, султан Саладин се вратио и други пут опсео Тир. Конрад је још увек командовао градом, који је сада био снажно утврђен и испуњен хришћанским избеглицама са целог севера Јерусалимског краљевства. Овог пута султан Саладин се одлучио за комбиновани копнени и поморски напад, постављајући блокаду луке. У инциденту који описује Itinerarium Peregrinorum (који је генерално непријатељски настројен према Конраду), Старофранцуски Наставаљач и друга хроника Сикарда из Кремоне (сада позната кроз цитате Салимбенеа ди Адама и Алберта Милиолија), султан Саладин је поставио Конрадовог остарелог оца,маркиза  Вилијама V од Монтферата, који је заробљен у битци код Хатина, испред градских зидина. Понудио је да ослободи маркиза Вилијама V и подари Конраду велике поклоне ако преда Тир. Старац је свом сину рекао да буде чврст, чак и када су му Египћани претили да ће га убити. Конрад је изјавио да је маркиз Вилијам V већ дуго живео и сам гађао самострелом. Султан Саладин је наводно рекао: "Овај човек је неверник и веома окрутан". Али успео је да прозре Саладинов блеф: стари маркиз Вилијам V је пуштен, неповређен, у Тортоси 1188, и враћен свом сину.
Дана 30. децембра, Конрадове снаге су покренуле напад у зору на уморне египатске морнаре, заузевши многе њихове галије. Преостали египатски бродови покушали су да побегну у Бејрут, али су се тирски бродови дали у потеру, а Египћани су били приморани да напусте своје бродове и побегну. Султан Саладин је тада кренуо у јуриш на зидине са копна, мислећи да су браниоци још увек ометени морском битком. Међутим, Конрад је извео своје људе у јуриш кроз капију и разбио непријатеља: Хју од Тиберијаде се истакао у бици. султан Саладин је био приморан да се поново повуче, спаливши своје опсадне машине и бродове како би спречио да падну у руке непријатеља.

## Трећи крсташки рат
Доласком крсташа из Европе настаје борба између краља Гија од Лизињанa и Конрада Монфератског око јерусалимске круне. Ричард I Лавље Срце стаје на страну бившег краља Гија, а Филип II, француски краљ, пружа подршку Конраду. Међутим, Ги је већ био краљ иако је Јерусалим освојен. Због тога је Конрад, како би постао легитимни владар, морао да се ожени једном од јерусалимских принцеза. Изабела, ћерка краља Амалрика, била је већ удата за Хамфрија IV од Торона. Тај брак је, уз благослов папе, поништен, а одмах сутрадан је обављено венчање Изабеле и Конрада. И поред борбе око круне, Ги и Конрад се нису међусобно мрзели. Према неким изворима, Ги је једанпут прискочио у помоћ Конраду који је био окружен муслиманима и, ризикујући сопствени живот, помогао му да се извуче са бојног поља.

### Борба за круну
У лето 1188. султан Саладин је пустио из заточеништва краља Гија Лизињана, мужа краљице Сибиле. Годину дана касније, 1189, краљ Гиј се, у пратњи свог брата Џефрија, појавио у Тиру и захтевао да му Конрад преда кључеве града. Конрад је одбио овај захтев и изјавио да је Гиј изгубио своја права да буде краљ Јерусалима у бици код Хатина 1187. Рекао је да је држао град до доласка краљева из Европе. Тиме се позивао на услове из тестамента краља Балдуина IV, услове које су краљ Гиј и краљица Сибила већ прекршили: у случају смрти његовог синовца краља Балдуина V од Јерусалима, Балдуинов тестамент је био да „најправеднији наследници“ краља Балдуина V буду намесници  док питање наслеђа нереше краљ Хенри II од Енглеске, краљ Филип II од Француске и цар Светог римског царства Фридрих I. Конрад није дозволио краљу Гију и краљици Сибили да уђу у град, али им је дозволио да логорују изван Тирских зидина са својим присталицама.
Конрада је убедио његов рођак Луј III, Ландгроф од Тирингије, да се придружи Гију у опсади Акре 1189. Опсада је трајала више од две године. У лето 1190, Конрад је отпутовао на север у Антиохију да би повео другог младог рођака, Фридриха Швапског, безбедно назад у Акру са остацима царске војске свог рођака цара Фридриха I Барбаросе.
Када су краљица Сибила и њихове ћерке умрле од болести касније те године, краљ Гиј више није имао легитимно право на престо — али је одбио да се повуче. Наследница Јерусалима била је полусестра краљице Сибиле, Изабела, која је била удата за Хамфрија IV од Торона, у кога је била заљубљена. Међутим, Конрад је имао подршку њене мајке краљице Марије Комнин и очуха барона Балијана од Ибелина, као и Реџиналда од Сидона и других великих племића Прекоморја. Добили су поништење на основу тога што је Изабела била малолетна у време склапања брака и да није могла да да сагласност. Конрад се тада оженио Изабелом, упркос гласинама о бигамији због његовог брака са Теодором Анђел, која је још увек била жива. Међутим, Хонијат, који обично изражава снажно неодобравање брачних/сексуалних неправилности, не помиње ово. Ово може да имплицира да је развод са византијске стране извршен пре 1190. године, када је било очигледно да се Конрад неће вратити. Било је и приговора на основу канонског инцеста, пошто је Конрадов брат раније био ожењен Изабелином полусестром, а црквени закон је ову врсту сродства сматрао једнаком крвном сродству. Међутим, папски легат Убалдо Ланфранки, надбискуп Пизе, дао је своје одобрење. Противници су тврдили да је био подмитљив. Венчање је 24. новембра 1190. склопио Филип од Дреа, бискуп од Бовеа — син Конрадовог рођака Роберта I од Дреа. Конрад је сада био де јуре краљ Јерусалима. Међутим, он је био рањен у борби само девет дана раније и вратио се са својом невестом у Тир да се опорави. Вратио се у опсаду у пролеће, изводећи неуспешан морски напад на Кулу мува на улазу у луку.
Како је краљ Гиј био вазал краља Ричарда I, енглеског краља за своје земље у Поатуу, краљ Ричард I га је подржавао у овој политичкој борби, док су Конрада подржавали његов рођак војвода Леополд V од Аустрије и рођак Филип II, краљ Француске. Конрад је деловао као главни преговарач у предаји Акре и подигао је краљеве заставе у граду. Након тога, стране су покушале да се договоре. Гиј је потврђен за краља Јерусалима, а Конрад је постао његов наследник. Конрад би задржао градове Тир, Бејрут и Сидон, а његови наследници би наследили Јерусалим након Гијеве смрти. У јулу 1191. Конрадов рођак, краљ Филип II, одлучио је да се врати у Француску, али пре него што је отишао, предао је Конраду половину блага опљачканог из Акре, заједно са свим његовим истакнутим муслиманским таоцима. Краљ Ричард I је тражио од Конрада да преда таоце, али је Конрад одбијао докле год је могао. Након што је коначно попустио (пошто је краљ Ричард I сада био вођа крсташког рата), краљ Ричард I је наредио да се побију сви таоци. Конрад се није придружио краљу Ричарду I у походу на југ, радије је остао са својом женом краљицом Изабелом I у Тиру — верујући да му је живот у опасности. Вероватно је отприлике у то време умро Конрадов отац.
Током те зиме, Конрад је започео директне преговоре са султаном Саладином, сумњајући да ће следећи Ричардов потез бити покушај да му отме Тир и врати га у краљевску власт - Гију. Његов примарни циљ је био да буде признат као владар на северу, док се султан Саладин (који је истовремено са краљем Ричардом I преговарао о могућем браку између свог брата Ал-Адила и Ричардове удовице сестре Џоане, удовице краљице Сицилије) надао да ће га одвојити од крсташа. Ситуација је добила фарсичан преокрет када је Ричардов изасланик, Изабелин бивши муж Хамфри IV од Торона, приметио Конрадовог изасланика, Реџиналда од Сидона, како излази са Ал-Адилом. Чини се да није било коначног споразума са Конрадом, а Џоана је одбила брак са муслиманом.

## Смрт
Након повлачења краља Филипа II из Свете земље, Конрад је преузео команду над француским витезовима. На састанку барона у Аскалону 1192. године, Конрад је изабран за владара већином гласова. Неколико дана касније је крунисан у Акри. Држао је Тир, Акру, Јафу и Аскалон. Већ сутрадан након крунисања (28. априла) Конрада су убили Асасини.

### Атентат
У априлу 1192. године, долази до избора за краља. На Ричардово запрепашћење, барони Јерусалимског краљевства једногласно су изабрали Конрада за краља. Краљ Ричард I је краљу Гију продао Кипар, где је наставио да користи краљевску титулу, да му надокнади штету и да га одврати од повратка у Поату, где је његова породица дуго била на гласу као бунтовна. Ричардов сестрић Анри II од Шампање донео је вест о резултату избора у Тир 24. априла и вратио се у Акру.
Међутим, Конрад никада није крунисан. Касно ујутру или у подне 28. априла, краљица Изабела I, која је била трудна, закаснила је када се вратила из хамама да вечера са њим и тако је отишао да једе у кућу свог рођака и пријатеља, Филипа, бискупа од Бовеа. Бискуп је већ јео, па се Конрад вратио кући. На путу су га напала двојица атентатора, који су га уболи најмање два пута у бок и леђа. Његови стражари су убили једног од нападача, а другог заробили. Није сигурно колико је Конрад поживео. Неки извори тврде да је преминуо на месту напада или у оближњој цркви, убрзо након напада. Ричардови хроничари су тврдили да је одведен кући, примио последње обреде и позивали су краљицу Изабелу I да преда град само краљу Ричарду I или његовом представнику, али та сцена на самрти је подложна сумњи. Сахрањен је у Тиру, у цркви Хоспиталаца. „Франачки маркиз, владар Тира и највећи ђаво од свих Франака, Конрад од Монферата — проклет био! — је убијен“, написао је Ибн ал-Атир. Свакако, губитак потенцијално страшног краља био је ударац за краљевство.
Убиство остаје неразјашњено. Под мучењем, преживели убица је тврдио да иза убиства стоји краљ Ричард I, али то је немогуће доказати. Мање вероватни осумњичени био је Хамфри IV од Торона, Изабелин први муж. Наводна је и Саладинова умешаност, пошто је Конрад био усред преговора са њим, али то се такође чини мало вероватним пошто сам султан Саладин очигледно није волео Хашашине. Године 1970. Патрик А. Вилијамс је аргументовао уверљив случај кривице Анрија II од Шампање, али ако јесте, тешко је замислити да је предузео тако храбар корак без одобрења свог ујака краља Ричарда I.
Касније, док се прерушен враћао из крсташког рата, краља Ричарда I је прво препознао гроф Мајнхард II од Горице, а затим га је заробио Конрадов рођак, војвода Леополд V од Аустрије. Конрадово убиство је била једна од оптужби против њега. Краљ Ричард I је тражио да га Асасини оправдају, а у писму, наводно од њиховог вође, Рашида ал-Дина Синана, изгледа да су то учинили. У писму се тврдило да је 1191. Конрад заробио брод Асасина који је потражио уточиште у Тиру током олује. Убио је капетана, затворио посаду и одузео благо са брода. Када је Рашид ал-Дин Синан затражио да му се врате посада и благо, одбијен је и тако је изречена смртна казна за Конрада од Монтферата. Међутим, верује се да је писмо фалсификовано. Синан је већ био мртав, а осим тог писма и записа у хроници заснованих на њему, нема других доказа да су Асасини умешани у поморство. Време убиства и његове последице (трудна краљица Изабела I је удата за Анрија II од Шампање само седам дана касније, на велико гађење муслиманских коментатора) сугеришу да се главни мотив може тражити у франачкој политици.

## Породица
Конрадов брат Бонифације био је вођа Четвртог крсташког рата и значајан покровитељ трубадура, као и њихова сестра Азалаис, маркиза од Салуца. Њихов најмлађи брат Реније био је зет византијског цара Манојла I Комнина, а најстарији, Вилијам, био је први муж краљице Сибиле и отац краља Балдуина V Јерусалимског. Конрад је такође кратко био маркиз од Монтферата, након очеве смрти 1191. У Монферату га је наследио Бонифације, али је његова наследница рођена постхумно: ћерка Марија од Монферата, 'Ла Маркиза', која је 1205. постала краљица Јерусалима након Изабелине смрти, али је умрла млада на порођају. Конрадова бивша жена, Теодора, још је живела средином касних 1190-их, када је манастир Далмат претворила у женски манастир, вероватно као њену резиденцију.

## Породично стабло
| \| \| \| \| \| \| \| \| 4. Rainier, Marquess of Montferrat \| \| \| \| \| \| \| \| \| \| \| \| \| \| \| \| \| \| \| \| \| \| \| \| \| \| \| \| \| \| \| \| \| \| \| \| \| \| \| \| \| \| 2. Вилијам V од Монферата \| \| \| \| \| \| \| \| \| \| \| \| \| \| \| \| \| \| \| \| \| \| \| \| \| \| \| \| \| \| \| \| \| \| \| \| \| \| \| \| \| \| \| \| \| \| \| \| 5. Гизела од Бургундије, маркиза Монферата \| \| \| \| \| \| \| \| \| \| \| \| \| \| \| \| \| \| \| \| \| \| \| \| \| \| \| \| \| \| \| \| \| \| \| \| \| \| \| \| \| \| \| \| \| \| \| \| 1. Конрад од Монферата \| \| \| \| \| \| \| \| \| \| \| \| \| \| \| \| \| \| \| \| \| \| \| \| \| \| \| \| \| \| \| \| \| \| \| \| \| \| \| \| \| \| \| \| \| \| \| \| 6. Леополд III, маркгроф Аустрије \| \| \| \| \| \| \| \| \| \| \| \| \| \| \| \| \| \| \| \| \| \| \| \| \| \| \| \| \| \| \| \| \| \| \| \| \| \| \| \| \| \| \| \| \| \| \| \| 3. Јудита од Бабенберга \| \| \| \| \| \| \| \| \| \| \| \| \| \| \| \| \| \| \| \| \| \| \| \| \| \| \| \| \| \| \| \| \| \| \| \| \| \| \| \| \| \| \| \| \| \| \| \| 7. Агнеса од Немачке \| \| \| \| \| \| \| \| \| \| \| \| \| \| \| \| \| \| \| \| \| \| \| \| \| \| \| \| \| \| \| \| \| \| |                                            |  |  |  |  |  |                                    |  |  |  |
| |                                            |  |  |  |  |  | 4. Rainier, Marquess of Montferrat |  |  |  |
| |                                            |  |  |  |  |  |                                    |  |  |  |
| |                                            |  |  |  |  |  |                                    |  |  |  |
| |                                            |  |  |  |  |  |                                    |  |  |  |
| | 2. Вилијам V од Монферата                  |  |  |  |  |  |                                    |  |  |  |
| |                                            |  |  |  |  |  |                                    |  |  |  |
| |                                            |  |  |  |  |  |                                    |  |  |  |
| |                                            |  |  |  |  |  |                                    |  |  |  |
| | 5. Гизела од Бургундије, маркиза Монферата |  |  |  |  |  |                                    |  |  |  |
| |                                            |  |  |  |  |  |                                    |  |  |  |
| |                                            |  |  |  |  |  |                                    |  |  |  |
| |                                            |  |  |  |  |  |                                    |  |  |  |
| | 1. Конрад од Монферата                     |  |  |  |  |  |                                    |  |  |  |
| |                                            |  |  |  |  |  |                                    |  |  |  |
| |                                            |  |  |  |  |  |                                    |  |  |  |
| |                                            |  |  |  |  |  |                                    |  |  |  |
| | 6. Леополд III, маркгроф Аустрије          |  |  |  |  |  |                                    |  |  |  |
| |                                            |  |  |  |  |  |                                    |  |  |  |
| |                                            |  |  |  |  |  |                                    |  |  |  |
| |                                            |  |  |  |  |  |                                    |  |  |  |
| | 3. Јудита од Бабенберга                    |  |  |  |  |  |                                    |  |  |  |
| |                                            |  |  |  |  |  |                                    |  |  |  |
| |                                            |  |  |  |  |  |                                    |  |  |  |
| |                                            |  |  |  |  |  |                                    |  |  |  |
| | 7. Агнеса од Немачке                       |  |  |  |  |  |                                    |  |  |  |
| |                                            |  |  |  |  |  |                                    |  |  |  |
| |                                            |  |  |  |  |  |                                    |  |  |  |